# Fineus (syn Belosa)
Fineus (gr. Φινεύς) – postać z mitologii greckiej, uważany najczęściej za syna króla Egiptu Belosa i Anchinoe oraz brata Cefeusza, Ajgyptosa, Danaosa i Tronii.
Był zaręczony ze swoją bratanicą Andromedą i knuł intrygi przeciw pragnącemu ją poślubić Perseuszowi. Gdy Perseusz ocalił przeznaczoną morskiemu potworowi na pożarcie dziewczynę, w sali pałacu Fineusa doszło do kłótni, w trakcie której heros przy pomocy głowy Meduzy zamienił Fineusa i jego zwolenników w kamienie.
Niektórzy mitografowie próbowali utożsamić go z królem trackim Fineusem, znanym z mitu o Argonautach, dokonując w tym celu niezbędnej modyfikacji opowieści – Fineus nie miał być wówczas zamieniony przez Perseusza w kamień, a jedynie oślepiony.